# For the Holidays
『For the Holidays』（フォー・ザ・ホリデイズ）は、KATSUMIの29枚目の会場限定CD。

## 内容
ライブ会場限定で販売されている会場限定CDの29作目。
公式ファンクラブ「Hip Bird Club」会員のみ、ファンクラブ運営の通信販売にて購入することができる。
ディスクはCD-R仕様となっている。
本作は2013年発売の『ALWAYS WITH YOU』以来のクリスマスをコンセプトとした作品である。
発売日に多賀市民会館にて開催された「クリスマスコンサート2014 in 日立」の会場で販売された。

## 収録曲
全編曲：KATSUMI
1. Alone for the Holidays
作詞・作曲：ピーター・セテラ,トニー・ハレル
ピーター・セテラのカバー。
2. きよしこの夜
日本語訳詞：由木康　作曲：フランツ・クサーヴァー・グルーバー
1番、2番、3番をそれぞれ日本語、英語、日本語と交互に歌っている。
「クリスマスコンサート2014 in 日立」ではオープニング用BGMとして使用された。